# Abgrallaspis mammillaris
Abgrallaspis mammillaris är en insektsart som först beskrevs av Karl Hermann Leonhard Lindinger 1910.  Abgrallaspis mammillaris ingår i släktet Abgrallaspis och familjen pansarsköldlöss. Inga underarter finns listade i Catalogue of Life.